# 萬家燈火 (電視劇)
《萬家燈火》（英語：Light of Million Hopes）是香港亞洲電視拍攝製作，以一個家族由為打破生活困境而來港求存、掙扎向上成家的長篇史詩式懷舊時裝家族恩仇電視劇，全劇共155集（原定是100集，後增加55集），監製陳寶華，故事背景是1950年代至2000年代的香港，劇中还加入大量關於香港的大事回顧，如1953年石硤尾大火、1972年六一八山泥傾瀉、1996年嘉利大廈大火、1997年香港回歸、2003年SARS事件等，相關影片由香港歷史檔案館提供，本劇首播於2003年。
2021年4月1日起，亞視將本劇上載至旗下官方YouTube頻道內，並可免費觀賞。

## 演員表

### 高家
| 演員   | 角色     | 暱稱／關係 |
| 湘 漪  | 高林佩雲 | 高滿堂之母 鄧水喜之家婆 康乃馨之前家婆 鄧運來、鄧陳大妹之親家 康紹賢之前親家 高興、高貴、高麗、高豐、高進、高昇之祖母 高深之曾祖母 文靜之太婆 文國安之前太岳母 陳鳳之太親家母 |
| 潘志文 | 高滿堂   | 高林佩雲之子 鄧水喜之夫 康乃馨之夫，後離婚 温月霞之情夫 鄧運來、鄧陳大妹之女婿 康紹賢之前女婿 鄧日東之妹夫 鄧水喜、鄧日昌之姐夫 蕭美花之姑爺 官塘之連襟 高興、高貴、高麗、高豐、高進、高昇之父 鄧一帆、鄧風順、鄧一婷之姑丈 高深之祖父 文靜之外祖父 溫月珠之姑老爺兼掛名姐夫 鄧小康之丈公 文國安之前岳父 陳鳳之前親家父 |
| 馮寶寶 | 鄧水喜   | 高滿堂之妻 高林佩雲之媳婦 高興、高貴、高豐、高昇之母 高進之養母兼嫡母 高麗之嫡母 甜兒之養母 高深之祖母 文靜之外祖母 康乃馨之情敵，後漸漸為知己 温月霞之情敵 文國安之前岳母 陳鳳之前親家母 溫月珠之姑奶奶 經營喜記成衣店 第1集从乡下走到香港 得悉高麗被文國安強姦的秘密，並安慰高麗 參見鄧家 |
| 胡美儀 | 康乃馨   | 靚媽 康紹賢之庶女 高滿堂之平妻，後離婚 高麗、高進之母 高昇之養母兼掛名母親 高興、高貴、高豐之掛名母親 康紹賢之女 杜可欣之表妹 高林佩雲之前媳婦 鄧水喜之情敵，後漸漸為知己 温月霞之情敵 與唐滿高有感情線，後為其妻 文國安之前繼岳母，後得悉他強姦高麗而憎恨其，後來他患沙士而選擇原諒他 陳鳳之前繼親家母 陳少英之僱主 |
| 盧慶輝 | 高 興    | 興仔 高滿堂、鄧水喜之長子 康乃馨之繼子 高林佩雲之長孫子 鄧運來、鄧陳大妹之長外孫 高興、高貴、高豐、高昇之兄 高麗、高進同父異母之兄 鄧一帆、鄧風順、鄧一婷之大表哥 吳淑芳之男友，後分手（第48集～？） 金安妮之男友 高深之父 鄧日東、蕭美花、鄧日昌之外甥 官塘、鄧水歡之姨甥 溫月珠之表大伯子 鄧小康之大表舅父 文國安之好友兼前大舅子 第1集從鄉下走路到香港 因誤殺而入獄6年（實際為吳廣洪的殉私行為所擺佈），後被釋放，最後恢復警察身份 童年由金耀華飾演 |
| 田蕊妮 | 高 貴    | 貴妹 高滿堂、鄧水喜之次女 康乃馨之繼女 高林佩雲之次孫女 鄧運來、鄧陳大妹之外孫女 高興之妹 高麗、高進同父異母之姊 高豐、高昇之姊 劉荔琴之契女 文靜之母 鄧一帆之表妹，與其相戀，後分手，最後復合 文國安之妻，後离婚 鄧日東、蕭美花、鄧日昌之外甥女 官塘、鄧水歡之姨甥女 溫月珠之表姑仔 鄧小康之大表姑姐兼養母 第1集从乡下走到香港 童年由林穎彤飾演 |
| 萬綺雯 | 高 麗    | 麗妹 護士、舞小姐 高滿堂之三女，康乃馨之長女 高林佩雲之三孫女 鄧水喜之繼女 鄧運來、鄧陳大妹之繼外孫女 康紹賢之外孫女 杜可欣之表姨甥女 高興、高貴同父異母之妹 高豐、高昇同父異母之姊 高進之姊 鄧一帆、鄧風順之繼表妹 鄧一婷之繼表姐 余天成之女友，後分手 胡斐之女友 金安妮之朋友 文国安之暗戀對象，後為其姨仔 鄧日東、蕭美花、鄧日昌之繼外甥女 官塘、鄧水歡之繼姨甥女 溫月珠之繼表姑仔 鄧小康之繼表姑姐 於劇集中期在飛機上被蘇聯擊落班機而去世          |
| 杜秋霞 | 高 豐    | 細妹 海味店女少東、製衣廠女少東 高滿堂之四女，鄧水喜之三女 溫月霞之養女 康乃馨之繼女 高林佩雲之四孫女 鄧運來、鄧陳大妹之外孫女 高興、高貴之妹 高麗同父異母之妹 高進同父異母之姊 高昇之姊 鄧一帆、鄧風順之表妹 鄧一婷之表姐 鄧日東、蕭美花、鄧日昌之外甥女 官塘、鄧水歡之姨甥女 喜歡余天成 趙高慶之鍾情對象，後為其妻 溫月珠無血緣關係之姨甥女，後為其表姑仔 鄧小康之表姑姐 文國安之前姨仔 第1集从乡下走到香港 年少時被溫月霞拐走，長大後與鄧水喜相認   |
| 金沛辰 | 高 進    | 進仔 高滿堂、康乃馨之幼子 鄧水喜之养子兼繼子 唐滿高之繼子 高林佩雲之幼孫子 鄧運來、鄧陳大妹之繼外孫 康紹賢之外孫 高興、高貴、高豐同父異母之弟 高麗之弟 高昇同父異母之兄弟，與其同年同月同日出生 杜可欣之表姨甥 鄧一帆、鄧風順之繼表弟 鄧一婷之繼表哥 鄧日東、蕭美花、鄧日昌之繼外甥 官塘、鄧水歡之繼姨甥 甜兒之男友 溫月珠之繼表叔仔 鄧小康之繼表叔父 文國安之前舅仔 小時候與高昇調亂、長大後得知康乃馨為其親母 到美國定居、後在154集回香港            |
| 杜挺豪 | 高 昇    | 昇仔 高滿堂、鄧水喜之幼子 康乃馨之養子兼繼子 高林佩雲之幼孫子 鄧運來、鄧陳大妹之外孫 高興、高貴、高豐之弟 高麗同父異母之弟 高進同父異母之兄弟，與其同年同月同日出生 鄧一帆、鄧風順之表弟 鄧一婷之表哥 鄧日東、蕭美花、鄧日昌之外甥 官塘、鄧水歡之姨甥 溫月珠之表叔仔 鄧小康之表叔父 文國安之前舅仔 小時候與高進被調亂、長大後得知鄧水喜為其親母 |
| 伍偉樂 | 高 深    | 深仔 高興、吳淑芳之子 高永釗之前養子 高林佩雲之曾孫 鄧運來、鄧陳大妹之曾外孫 高滿堂、鄧水喜之孫 吳廣洪之外孫 吳廣仁之侄孫，張嬋娟之前侄孫 高貴、高麗、高豐、趙嘉慶、高進、高昇之侄兒 鄧一帆、溫月珠、鄧風順、鄧一婷之表侄子 雄之堂外甥 文靜、鄧小康之表哥 |
| 陳麗雲 | 陳少英   | 英姐、英姑 曾在高家打工 康乃馨之媽姐兼好友 阿財之姑姐 |

### 鄧家
| 演員   | 角色     | 暱稱／關係 |
| 黃樹棠 | 鄧運來   | 鄧陳大妹之夫 鄧日東、鄧水喜、鄧水歡、鄧日昌之父 陳細美之姐夫兼鬥氣冤家 蕭美花之老爺 高滿堂、官塘之岳父 高林佩雲之親家 高興、高貴、高豐、高昇之外公 高麗、高進之繼外公 鄧一帆、鄧風順、鄧一婷之爺爺 溫月珠之太老爺 高深、文靜之太公 鄧小康之太爺                                                                    |
| 譚倩紅 | 鄧陳大妹 | 肥婆 鄧運來之妻 陳細美之姐 鄧日東、鄧水喜、鄧水歡、鄧日昌之母 蕭美花之奶奶 高滿堂、官塘之岳母 高林佩雲之親家 高興、高貴、高豐、高昇之外婆 高麗、高進之繼外婆 鄧一帆、鄧風順、鄧一婷之嫲嫲 溫月珠之太家婆 高深、文靜之太婆 鄧小康之太嫲嫲                                                                           |
| 苗金鳳 | 陳細美   | 陳大妹之妹 鄧運來之姨仔兼鬥氣冤家 鄧日東、鄧水喜、鄧水歡、鄧日昌之姨 高興、鄧一帆、鄧風順、高貴、高豐、高昇、鄧一婷之姨婆 高麗、高進之繼姨婆 溫月珠之太姨奶奶 高深、文靜、鄧小康之太姨婆 年輕時騙胡蘇之美國路費、後與鄧水歡到美國定居 於劇集後段回港                                                               |
| 白 彪  | 鄧日東   | 打鐵工人 鄧運來、鄧陳大妹之長子 鄧水喜、鄧水歡、鄧日昌之兄 蕭美花之夫 楊翠珊之舊情人 鄧一帆、鄧風順、鄧一婷之父 高滿堂之大舅子 高興、高貴、高豐、高昇之大舅父 高麗、高進之繼大舅父 溫月珠之家翁 鄧小康之祖父 第50集來港                                                                                            |
| 呂有慧 | 蕭美花   | 鄧日東之妻 鄧一帆之繼母 鄧一婷之母 高興、高貴、高豐、高昇之大舅母 高麗、高進之繼大舅母 溫月珠之繼家婆 鄧小康之繼祖母 第50集來港 |
| 馮寶寶 | 鄧水喜   | 鄧運來、鄧陳大妹之次女 鄧日東之妹 鄧水歡、鄧日昌之姊 鄧一帆、鄧風順、鄧一婷之姑姐 官塘之二姨子 溫月珠之姨奶奶 童年由林穎彤飾演 參見高家 |
| 高志森 | 官 塘    | 鄧水歡之夫、後离婚、最後復合 鄧運來、鄧陳大妹之三女婿 鄧日東、鄧水喜之妹夫 高滿堂之連襟 鄧日昌之三姐夫 高興、高貴、高豐、高昇之姨丈 高麗、高進之繼姨丈 鄧一帆、鄧風順、鄧一婷之三姑丈 溫月珠之姨老爺 |
| 馬敏兒 | 鄧水歡   | Anke 鄧運來、鄧陳大妹之三女 鄧日東、鄧水喜之妹 高滿堂之小姨 鄧日昌之姊 高興、高貴、高豐、高昇之姨 高麗、高進之繼姨 鄧一帆、鄧風順、鄧一婷之三姑姐 官塘之妻，后离婚，最後復合 小時候與陳細美一起到美國定居 溫月珠之姨奶奶 於劇集後段回港                                                                            |
| 秦啟維 | 鄧日昌   | 西餅師傅 鄧運來、鄧陳大妹之幼子 鄧日東、鄧水喜、鄧水歡之弟 高滿堂、官塘之小舅子 高興、高貴、高豐、高昇之細舅父 高麗、高進之繼細舅父 鄧一帆、鄧風順、鄧一婷之細叔父 溫月珠之舅老爺 暗恋張嬋娟、後為其情夫 有口吃，但因失憶而後復 因替姐夫高滿堂走私墮海失蹤並失憶，過幾十年後終於返香港並回家 後來恢復記憶          |
| 林志豪 | 鄧一帆   | 一嚿飯 鄧日東、楊翠珊之長子 蕭美花之繼子 鄧風順之孖生兄長，第59集相認 鄧一婷之同父異母之兄 鄧運來、鄧陳大妹之孫 高滿堂、鄧水喜、官塘、鄧水歡、鄧日昌之侄子 莊容（溫月珠）之夫 鄧小康之父 高貴之表哥，與其相戀、後分手、最後復合 林萍之男友、後分手 高興之表弟 高豐、高昇之表哥 高麗、高進之繼表哥 童年由鄧智生飾演 |
| 江美儀 | 溫月珠   | 化名莊容 鄧一帆之妻 鄧小康之母 參見溫家 |
| 黃浩然 | 鄧風順   | 鄧日東、楊翠珊之次子 鄧運來、鄧陳大妹之孫 高滿堂、鄧水喜、官塘、鄧水歡、鄧日昌之侄子 鄧一帆之孖生弟弟，第59集想認 鄧一婷同父異母之兄 高興之表弟 高貴、高豐、高昇之表哥 高麗、高進之繼表哥 溫月珠之叔仔 與牛天恩相戀                                                                                                |
| 舒 燕  | 鄧一婷   | 鄧日東之三女、蕭美花之女 鄧運來、鄧陳大妹之孫女 高滿堂、鄧水喜、官塘、鄧水歡、鄧日昌之侄女 鄧一帆、鄧風順同父異母之妹 高興、高貴、高豐、高昇之表妹 高麗、高進之繼表妹 溫月珠之姑仔 牛天恩之好友 后嫁到金山 |

### 文家
| 演員   | 角色   | 暱稱／關係 |
| 梁 愛  | 陳 鳳  | 文國安、文國英、文國華之母 高貴之前家婆 文靜之祖母 高滿堂、鄧水喜之前親家母 |
| 陳保元 | 文國安 | 警察 陳鳳之長子 文國英、文國華之兄 高貴之夫，後离婚 文靜之父 高興之好友兼妹夫 高麗之姐夫，並暗戀其 曾強姦高麗 |
| 田蕊妮 | 高 貴  | 文國安之妻，後离婚 文靜之母 參見高家 |
| 何佩儀 | 文國英 | 陳鳳之女 文國安之妹 文國華之姊 高貴之前姑仔 文靜之姑姐 |
| 區騰駿 | 文國華 | 陳鳳之幼子 文國安、文國英之弟 高貴之前叔仔 文靜之叔父 |
| 林穎彤 | 文 靜  | 文國安、高貴之女 陳鳳之孫女 高林佩雲、鄧運來、鄧陳大妹之曾外孫女 高滿堂、鄧水喜之外孫女；康乃馨之掛名外孫女 文國英、文國華之侄女 高興、高進、高昇之外甥女 高麗、高豐、趙嘉慶之姨甥女 文深之表妹 鄧一帆、溫月珠、鄧風順之表外甥女 鄧一婷之表姨甥女 陳細美之太姨甥孫女 鄧日東、蕭美花、鄧日昌之外甥孫女 官塘、鄧水歡之姨甥孫女 小時侯曾經險些被溫月霞拐帶 |

### 余家
| 演員   | 角色   | 暱稱／關係 |
| 關偉倫 | 六斤   | 斤叔 朱秀玉之夫 余天成、余如珠之父 原為滿堂海味之員工                                                             |
| 李 楓  | 朱秀玉 | 斤嬸 余六斤之妻 余天成、余如珠之母 曾在高家打工 與康乃馨不和                                                        |
| 袁文傑 | 余天成 | 余六斤、朱秀玉之子 余如珠之兄 高麗之男友，後分手 榮小煒之男友，後為其夫，後离婚 高贵之男友，後分手 童年由王俊賢飾演 |
| 王 薇  | 榮小煒 | 余天成之女友、後為其妻、最後離婚                                                                                  |
| 卓慧敏 | 余如珠 | 余六斤、朱秀玉之女 余天成之妹 劉波之妻 曾喜歡高興                                                                   |

### 溫家
| 演員   | 角色   | 暱稱／關係 |
| 江美儀 | 溫月霞 | 臺灣婆 茶樓女侍應、社交名媛 臺灣人 高滿堂之情婦 溫月珠之姊 拐走高豐回臺灣，成為高豐之養母 鄧水喜、康乃馨之情敵 患有绝症后、後动手术而康復 後來精神出現問題，在天台掉下去而身亡 |
| 江美儀 | 溫月珠 | 化名莊容 向高家的人报复，後受鄧一帆影響而打消念頭 溫月霞之妹 高豐無血緣关係之姨，後為表嫂 鄧一帆之妻 鄧小康之母 鄧日東、楊翠珊之媳婦 蕭美花之繼媳婦 鄧風順、鄧一婷之大嫂 鄧運來、鄧陳大妹之孫媳婦 高滿堂、鄧水喜、官塘、鄧水歡、鄧日昌之侄媳婦 高貴之表嫂兼情敵 高興之表弟婦 高豐、高昇之表嫂 高麗、高進之繼表嫂 被燕姐针对，杀害燕姐、吳广洪，最後被槍決 |

### 吳家
| 演員   | 角色   | 暱稱／關係 |
| 樓南光 | 吳廣洪 | 肥洪 總督察 吳廣仁之兄 吳淑芳之父 高深之外公 高興之上司 後被溫月珠殺害                                          |
| 吳廷燁 | 吳廣仁 | 消防隊隊長 吳廣洪之弟 張嬋娟之夫，後离婚 雄之父，於第155集重遇 吳淑芳之叔父 高深之叔公                          |
| 黃璦瑤 | 張嬋娟 | 吳廣仁之妻、後離婚 鄧日昌之暗戀對象，後為其情婦 雄之母 吳廣洪之前弟婦 吳淑芳之前叔母 高深之前叔婆               |
| 吳永金 | 雄     | 吳廣仁、張嬋娟之子，第155集重遇吳廣仁 高深之堂舅父 吳廣洪之侄子 吳淑芳之堂弟 高永釗之堂舅仔                     |
| 黃子雄 | 高永釗 | 本為廉政人員，後為商人 吳淑芳之夫 高深小時候之養父 吳廣洪之女婿 吳廣仁之侄女婿，張嬋娟之前侄女婿                |
| 梁小冰 | 吳淑芳 | 攝影師 吳廣洪之女 高永釗之妻 高興之女友，後分手 高深之母 吳廣仁之侄女，張嬋娟之前侄女 雄之堂姐 最後遇上车祸身亡 |

### 楊家
| 演員   | 角色   | 暱稱／關係                                                                                 |
| 鄭恕峰 | 楊立權 | 劉荔琴、阮倩柔之夫 趕走劉荔琴 劉波之姐夫 鄧水喜之恩人                                      |
| 鮑起靜 | 劉荔琴 | 楊立權之妻、後被趕走 劉波之姊 鄧水喜之恩人，後為好友 高貴之契媽 與楊立權育有一女，但已去世 |
| 饒林紅 | 阮倩柔 | 楊立權之妾 欺負劉荔琴、後趕走其                                                            |
| 劉錫賢 | 劉 波  | 肥波 西餅師傅 劉荔琴之弟 余如珠之夫 楊文權之小舅子                                         |

### 葉家
| 演員   | 角色   | 暱稱／關係                                                                |
| 林小湛 | 葉 菁  | 牛天恩、鄭依汶之母 陳翠蘭之表姐                                           |
| 黃文慧 | 陳翠蘭 | 牛天恩、鄭依汶之表姨 葉菁之表妹                                           |
| 陳 煒  | 牛天恩 | 牛大福、葉菁之女 與鄧風順相戀 鄧一婷之好友 曾偷渡下香港，不久後被押回大陸 |
| 何慕詩 | 鄭依汶 | 葉菁之女 牛天恩同母異父之妹 喜歡鄧風順                                    |

### 胡家
| 演員   | 角色  | 暱稱／關係                                                  |
| 江 圖  | 胡 蘇 | 胡伯 胡斐之父 患有老人痴呆症 喜歡陳細美並給予其去美國的路費 |
| 尹志強 | 胡 斐 | 江湖人物，實為警察臥底 胡蘇之子 高麗之男友 最後被槍殺       |

### 唐家/康家
| 演員   | 角色   | 暱稱／關係 |
| 關 鍵  | 康紹賢 | 康乃馨之父 高滿堂之前岳父 唐滿高之岳父 高麗、高進之外公 高林佩雲之前親家 唐老太之親家 後去世                           |
| 潘冰嫦 | 杜可欣 | 康乃馨之表姐，曾反目，最後和好 高麗、高進之表姨媽 高興、高貴、高豐、高昇之繼表姨媽 高滿堂之前表大姨子 唐滿高之表大姨子 |
| 甘國衛 | 唐滿高 | 唐老太之子 與康乃馨有感情線，後为其第二任丈夫 高進之繼父 杜可欣之表妹夫 康紹賢之女婿                                   |
| 許淑嫻 | 唐老太 | 唐滿高之母 康乃馨第二段婚姻之家婆 康紹賢之親家母                                                                       |
| 胡美儀 | 康乃馨 | 康紹賢之庶女 杜可欣之表妹 唐滿高之妻 唐老太之媳婦 參見高家                                                             |

### 趙家
| 演員   | 角色                     | 暱稱／關係                                                  |
| 趙煒林 | 趙煒林（趙Sir/Tom Chiu） | 趙高慶之父 胡斐之上司 高興在警界內的「恩師」 对鄧水喜有好感 |
| 陳展鵬 | 趙高慶                   | 趙Sir之子 患自閉症 暗戀高豐、後为男友                       |

### 其他演員
| 演員   | 角色   | 暱稱／關係                                                                         |
| 杜秋霞 | 甜 兒  | 鄧水喜之養女 高進之女友 後來與進仔和一婷到美國發展                                 |
| 謝雪心 | 楊翠珊 | 妓女 鄧一帆之生母 鄧風順之母 鄧日東之舊情人 患有绝症、後身亡 特別演出（第54~59集） |
| 珈 潁  | 林 萍  | 見習醫生 鄧一帆之男友，後分手                                                      |
| 馮 國  | 阿 標  |                                                                                    |
| 張澍棠 | 太子榮 | 高满堂、温月霞之天敌 强奸高丽                                                      |
| 樓茜妮 | 金安妮 | Lily 舞小姐 高興之女友 高麗之朋友                                                  |
| 張 雷  | 蔣敬石 | 溫月霞之契哥哥 高豐之契舅父                                                        |
| 饒芷筠 | 吳彩燕 | 燕姐 針對溫月珠 第128集被打劫受刀傷，最後被溫月珠見死不救兼用磚頭殺害她            |
| 徐嘉諾 | 張樂輝 |                                                                                    |
| 張嘉倫 | 狗 仔  |                                                                                    |
| 蔡錦豐 | Martin | 余天成、鄧水歡之上司                                                               |
| 李綺雯 | 凱 旋  | 警察 喜歡文國安                                                                    |
| 黃允財 | 阿 財  | 陳少英之侄子，並欺負其                                                             |
| 楊維理 | 小 黑  | 溫月霞之手下                                                                       |

## 劇情牽涉到的歷史事件
本劇插播的新聞片段，部分與劇情毫無關係，只有大部分歷史事件被改編加進劇情內。
- 1962年：颱風溫黛襲港（第12及20集）
- 1971年：實行一夫一妻制（第11集）
- 1972年：六一八雨災（第20-21集）
- 1972年：紅磡海底隧道通車（第20集）
- 1976年：政府陸續規劃22個郊野公園（第98集）
- 1983年：大韓航空007號班機空難 (第86集)
- 1992年：全港演藝界抗議影圈暴力大行動（第106集）
- 1996年：嘉利大廈大火及八仙嶺山火（第151集）
- 1997年：香港主權移交（第151-152集）
- 1997年：香港金融風暴（第152集）
- 1999年：圓洲角短樁案（第142集）
- 2003年：香港沙士疫情（第154-155集）
- 2003年：溫家寶訪港（第155集）

## 收視率
這部是亞視台慶劇集，有馮寶寶坐鎮，在本港台首周播映時平均收視9點，最高收視11點，觀眾人數約72萬人，亞視當年的自製劇鮮有達雙位數字收視，《萬家燈火》可謂有所突破。之後觀眾的支持率繼續穩定，保持平均十點收視，約有六十四萬人觀看，是亞視該時期的收視冠軍。

## 事件
劇中「高麗」一角（萬綺雯飾）因乘坐1983年飛往南韓途中被蘇聯擊落的大韓班機而被殺，乃參考自大韓航空007號班機慘劇。但劇中班機出發地是日本，而非現實中的美國。

## 電視節目的變遷
| 香港 亞洲電視本港台 星期一至五 20:00-20:30 時段       | 香港 亞洲電視本港台 星期一至五 20:00-20:30 時段                  | 香港 亞洲電視本港台 星期一至五 20:00-20:30 時段 |
| ----------------------------------------------------- | ---------------------------------------------------------------- | ----------------------------------------------- |
|                                                       | 萬家燈火 （2003.02.24 - 2003.09.26）                             |                                                 |
| 情定大飯店 （2003.01.27 - 2003.02.21）（20:00-21:00） | 偷龍轉鳳II 第11至35集 （2003.09.29 - 2003.10.31）（19:30-20:30） |                                                 |

| 香港 亞洲電視本港台 星期一至五 13:05-14:05 時段 · 2月7-8日暫停播映 | 香港 亞洲電視本港台 星期一至五 13:05-14:05 時段 · 2月7-8日暫停播映 | 香港 亞洲電視本港台 星期一至五 13:05-14:05 時段 · 2月7-8日暫停播映 |
| ------------------------------------------------------------------ | ------------------------------------------------------------------ | ------------------------------------------------------------------ |
|                                                                    | 萬家燈火 （2007.11.22 - 2008.03.13）                               |                                                                    |
| 再見艷陽天 （2007.06.21 - 2007.11.21）                             | 運轉天下 （2008.03.14 - 2008.05.08）                               |                                                                    |

| 香港 亞洲電視國際台 星期一至六 13:30-14:00 時段                                                                                    | 香港 亞洲電視國際台 星期一至六 13:30-14:00 時段 | 香港 亞洲電視國際台 星期一至六 13:30-14:00 時段 |
| --- | ----------------------------------------------- | ----------------------------------------------- |
| | 萬家燈火 （2009.09.07 - 2010.03.06）            |                                                 |
| 豐功偉績 （2009.08.15 - 2009.09.05） （星期六） （12:55-13:45） 史密夫與史密妻之酒店行動 （2009.09.05） （星期六） （13:45-14:10） | 香港傳奇-榮歸 （2010.03.08 - 2010.05.07）       |                                                 |

| 香港 亞洲電視歲月留聲 星期一至五 亞視光輝歲月 · 2月11-12日暫停播映 | 香港 亞洲電視歲月留聲 星期一至五 亞視光輝歲月 · 2月11-12日暫停播映 | 香港 亞洲電視歲月留聲 星期一至五 亞視光輝歲月 · 2月11-12日暫停播映 |
| ------------------------------------------------------------------ | ------------------------------------------------------------------ | ------------------------------------------------------------------ |
|                                                                    | 萬家燈火 （2013.01.01 - 2013.04.19）                               |                                                                    |
| 頻道未開播                                                         | 包公出巡 （2013.05.27 - 2013.07.19）                               |                                                                    |

| 香港 亞洲電視本港台 星期一至五 20:00-21:00 時段 · 2月18日 20:00-20:30 · 3月18日、27日、4月3日、6日 暫停播映 | 香港 亞洲電視本港台 星期一至五 20:00-21:00 時段 · 2月18日 20:00-20:30 · 3月18日、27日、4月3日、6日 暫停播映 | 香港 亞洲電視本港台 星期一至五 20:00-21:00 時段 · 2月18日 20:00-20:30 · 3月18日、27日、4月3日、6日 暫停播映 |
| --- | --- | --- |
| | 萬家燈火 （2015.01.05 - 2015.04.30）                                                                        | |
| ATV亞洲劇場：非緣勿擾 （2014.12.04 - 2015.01.02）（19:30-21:00）                                            | 瑞蓮 （2015.05.04 -）                                                                                       | |

## 外部連結
- 亞洲電視官方網頁 - 萬家燈火